# Obronność Islandii

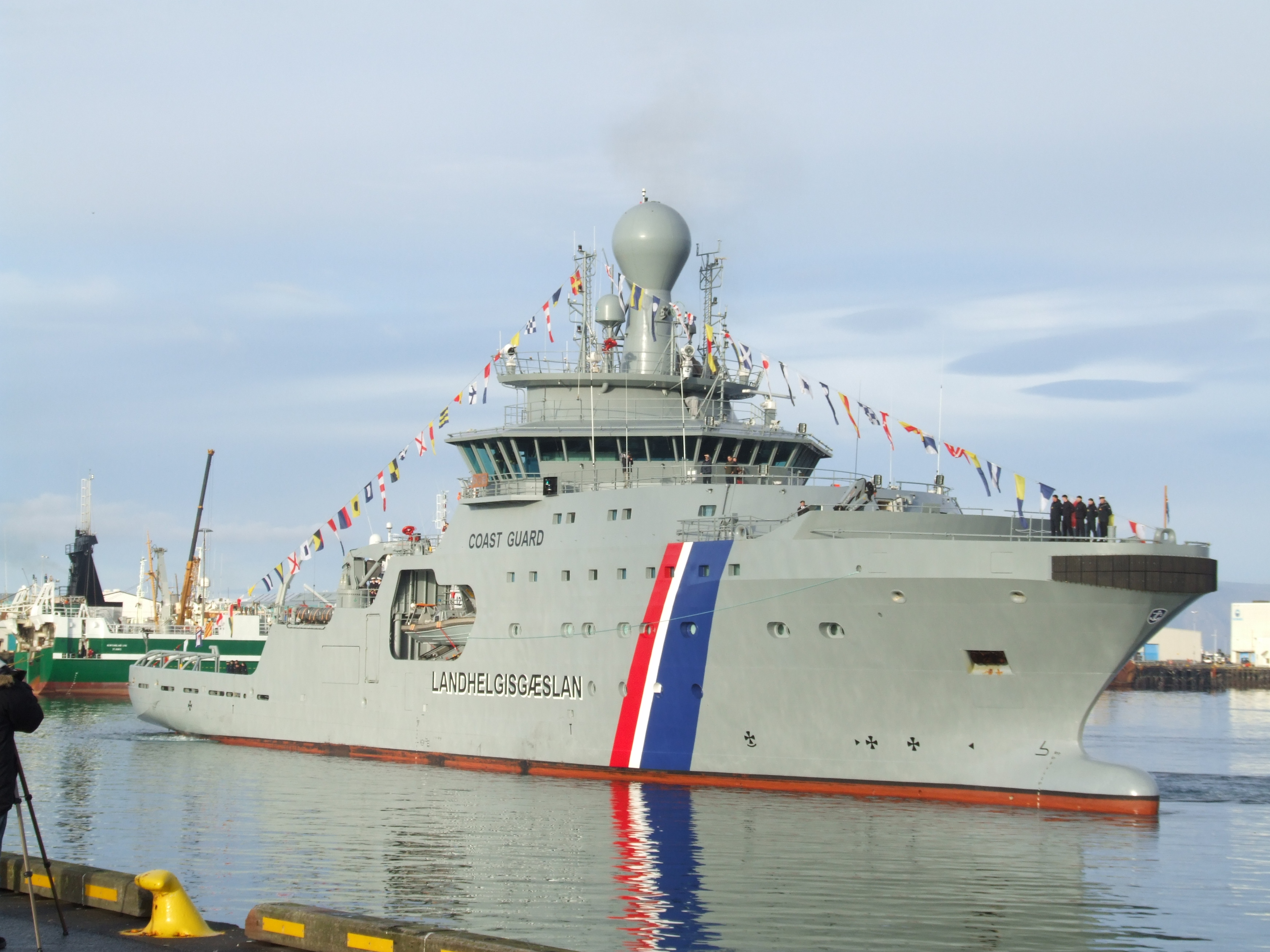
Islandzki okręt flagowy V/s Þór, 27.10.2011, Reykjavik

Republika Islandii nie utrzymuje stałej armii. W pewnym zakresie jednak tę funkcję pełnią Straż Wybrzeża, siły 
policyjne, system Obrony Powietrznej, Islandzka Jednostka Odpowiedzi Kryzysowej (uzbrojony ochotniczy oddział 
przeznaczony do misji pokojowych) oraz jednostka antyterrorystyczna.

## Islandzka Jednostka Odpowiedzi Kryzysowej
Ministerstwo spraw zagranicznych Islandii zarządza ekspedycyjną jednostką zbrojną znaną jako Jednostka Odpowiedzi
Kryzysowej (isl. Íslenska friðargæslan dosł. Islandzka Straż Utrzymywania Pokoju). Jest ona szkolona i 
wyposażana przez armię norweską, a jej członkami są cywilni specjaliści, policjanci, strażnicy wybrzeża. Jednostka wzięła udział w misjach w Kosowie i Afganistanie. Liczy 100 osób.

## Islandzki System Obrony Powietrznej
Islandia ma „agencję radarową”, która zarządza Islandzkim Systemem Obrony Powietrznej. Składają się nań cztery kompleksy radarowe i centrum dowodzenia, nie posiada jednak samolotów. Podlega ministerstwu spraw zagranicznych.

## Straż Wybrzeża

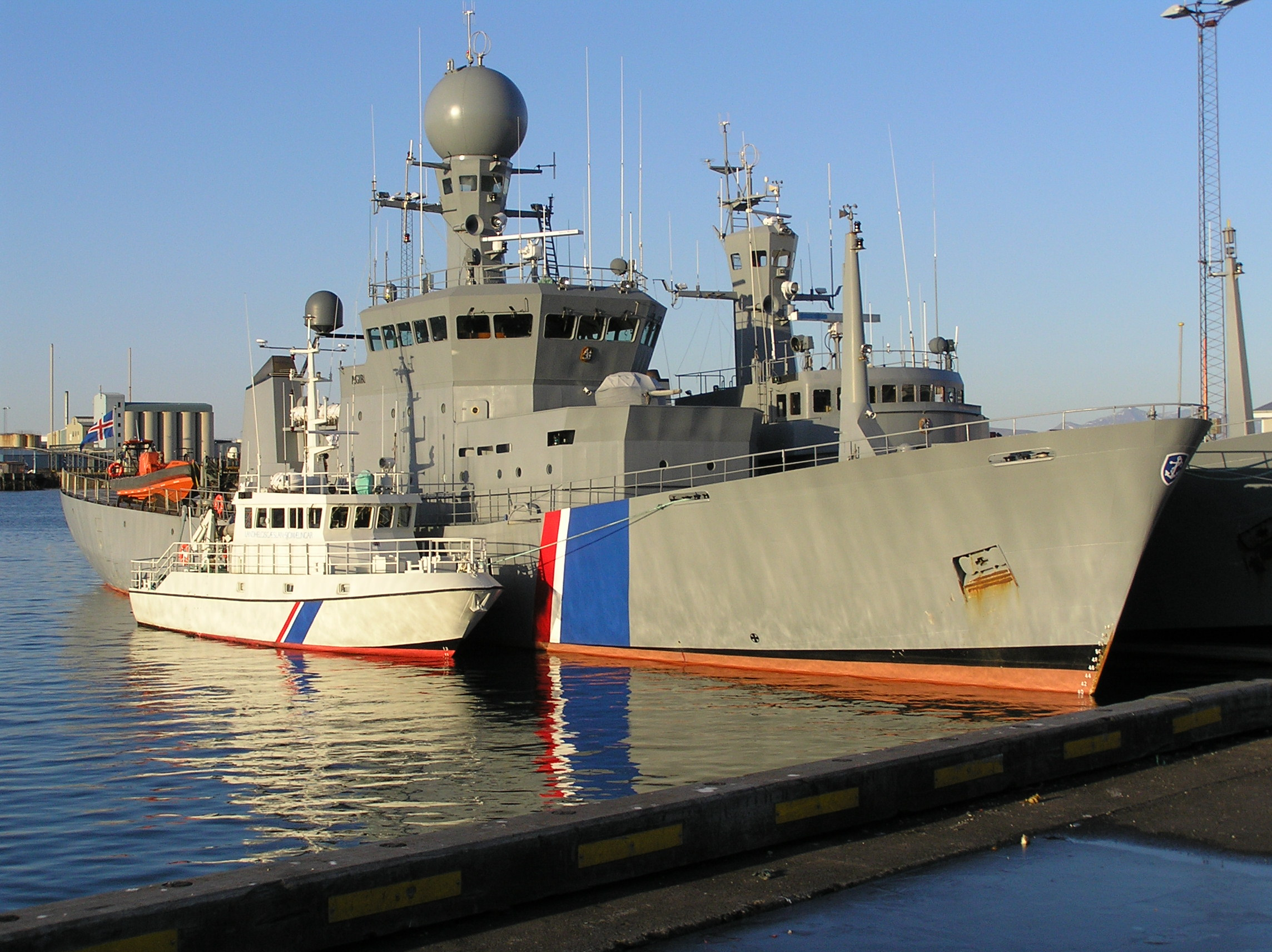
Okręty Islandzkiej Straży Wybrzeża w porcie

Islandzka Straż Wybrzeża korzeniami sięga lat 20. XX wieku. Od początku jej głównym zadaniem jest chronienie obszarów połowowych, a także zapewnienie bezpieczeństwa islandzkiej flocie rybackiej. W latach 1952, 1958, 1972 i 1975 rząd Islandii rozszerzał wyłączną strefę ekonomiczną odpowiednio do 4, 12, 50 i 200 mil morskich. Prowadziło to do konfliktów z Wielką Brytanią znanych jako „wojny dorszowe”, w czasie których dochodziło do incydentów z Royal Navy w postaci wymiany strzałów ostrzegawczych. Islandzka Straż Wybrzeża posiada trzy patrolowce (każdy uzbrojony w 40 mm armatę Boforsa), okręt hydrograficzny, samolot patrolowy i trzy śmigłowce. Służy w niej 160 osób.

## Jednostka Specjalna Komisarza Policji Narodowej
Jednostka Specjalna Komisarza Policji Narodowej zwykle zwana Víkingasveitin (Drużyna Wikinga) jest jednostką zbliżoną do niemieckiej GSG 9. Zapewnia bezpieczeństwo państwa, prowadzi działania antyterrorystyczne, chroni zagranicznych dygnitarzy i wspiera policję w razie potrzeby. Dzieli się na pięć pododdziałów: pierwszy do materiałów wybuchowych, drugi do działań wodnych, trzeci do działań snajperskich, czwarty to oddział wywiadowczy, piąty specjalizuje się w działaniach przeciw porwaniom samolotów, skokach spadochronowych i ochronie portów. Jednostka liczy około 55 osób.

## Wojska lotnicze
Islandia, nieposiadająca własnych wojsk lotniczych, jako członek NATO może liczyć na wsparcie wojsk sojuszniczych, które okresowo patrolują przestrzeń powietrzną Islandii w ramach misji Icelandic Air Policing. Do 8 września 2006 w bazie w mieście Keflavík stacjonowały dowództwo i sztab 85. Grupy oraz 56. Dywizjon Ratowniczy 8. Armii Powietrznej United States Air Force wyposażone w myśliwce F-15 oraz śmigłowce ratownictwa morskiego HH-60G Seahawk.
W kwietniu 2007 roku podpisano porozumienie, na mocy którego niebo nad Islandią będą patrolowały norweskie F-16 i samoloty rozpoznawcze Lockheed P-3 Orion oraz duńskie myśliwce.